# 都市軸道路

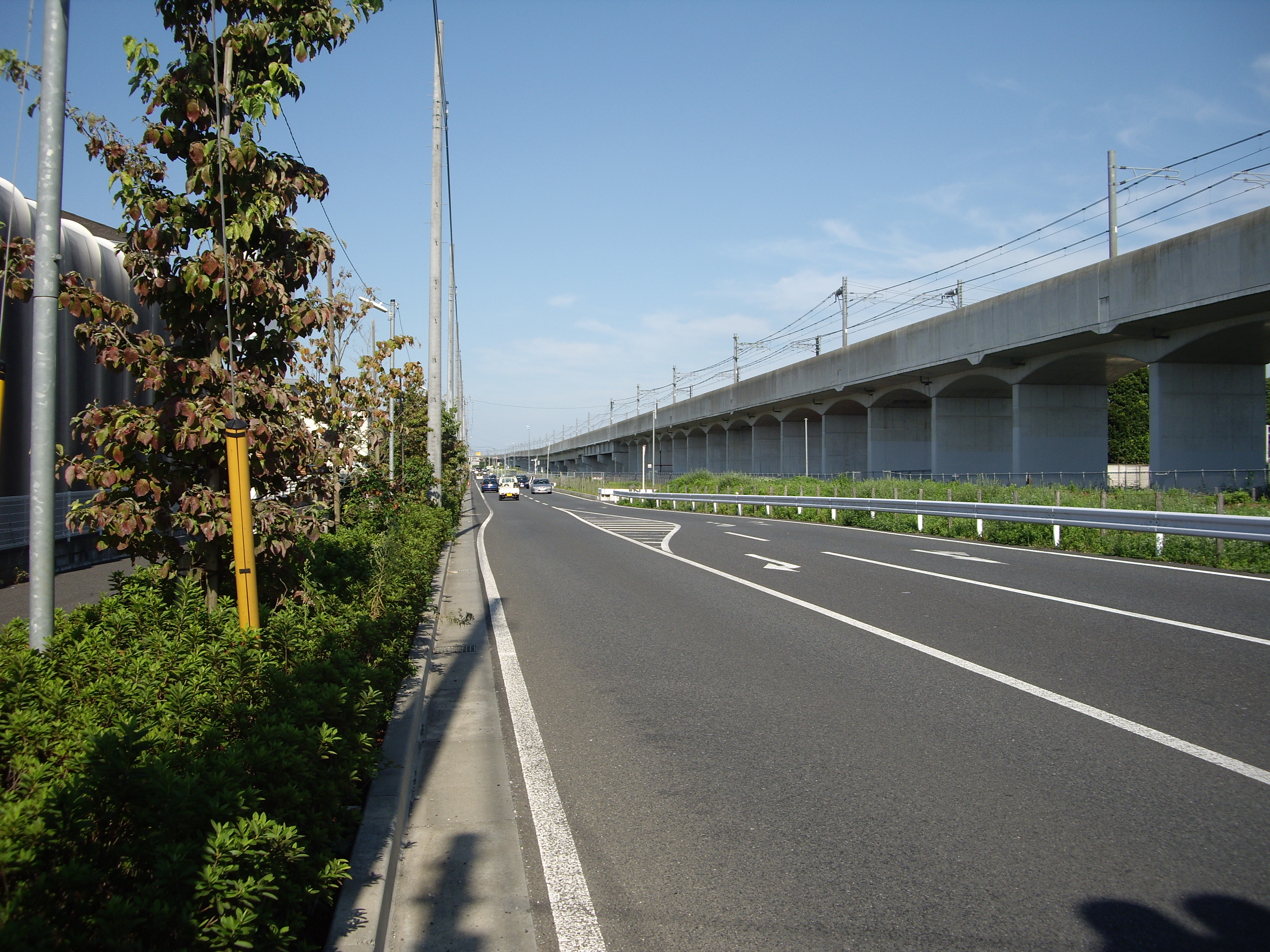
流山市駒木（暫定2車線）

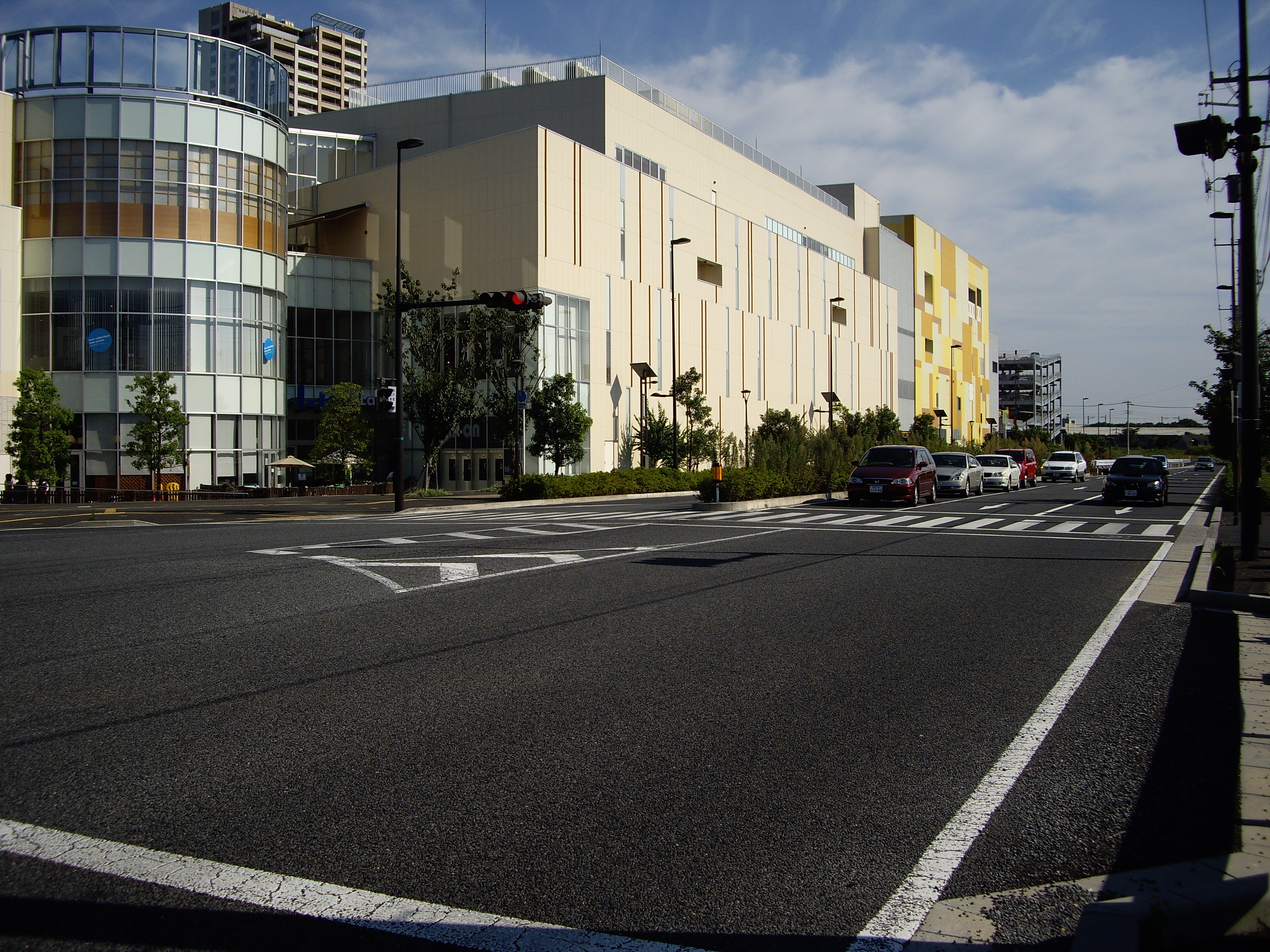
柏市柏の葉六丁目・若柴

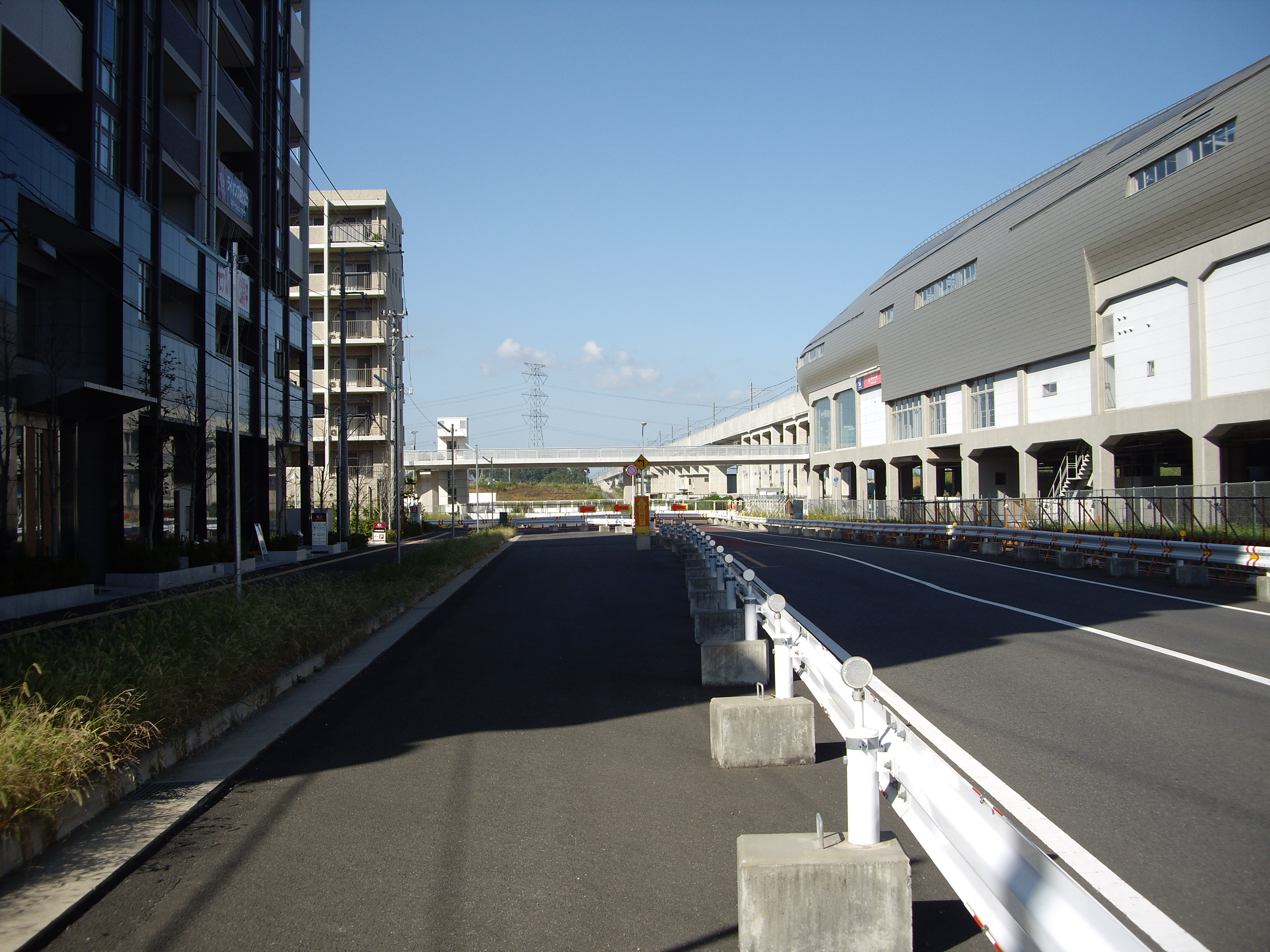
柏市大青田（暫定2車線）

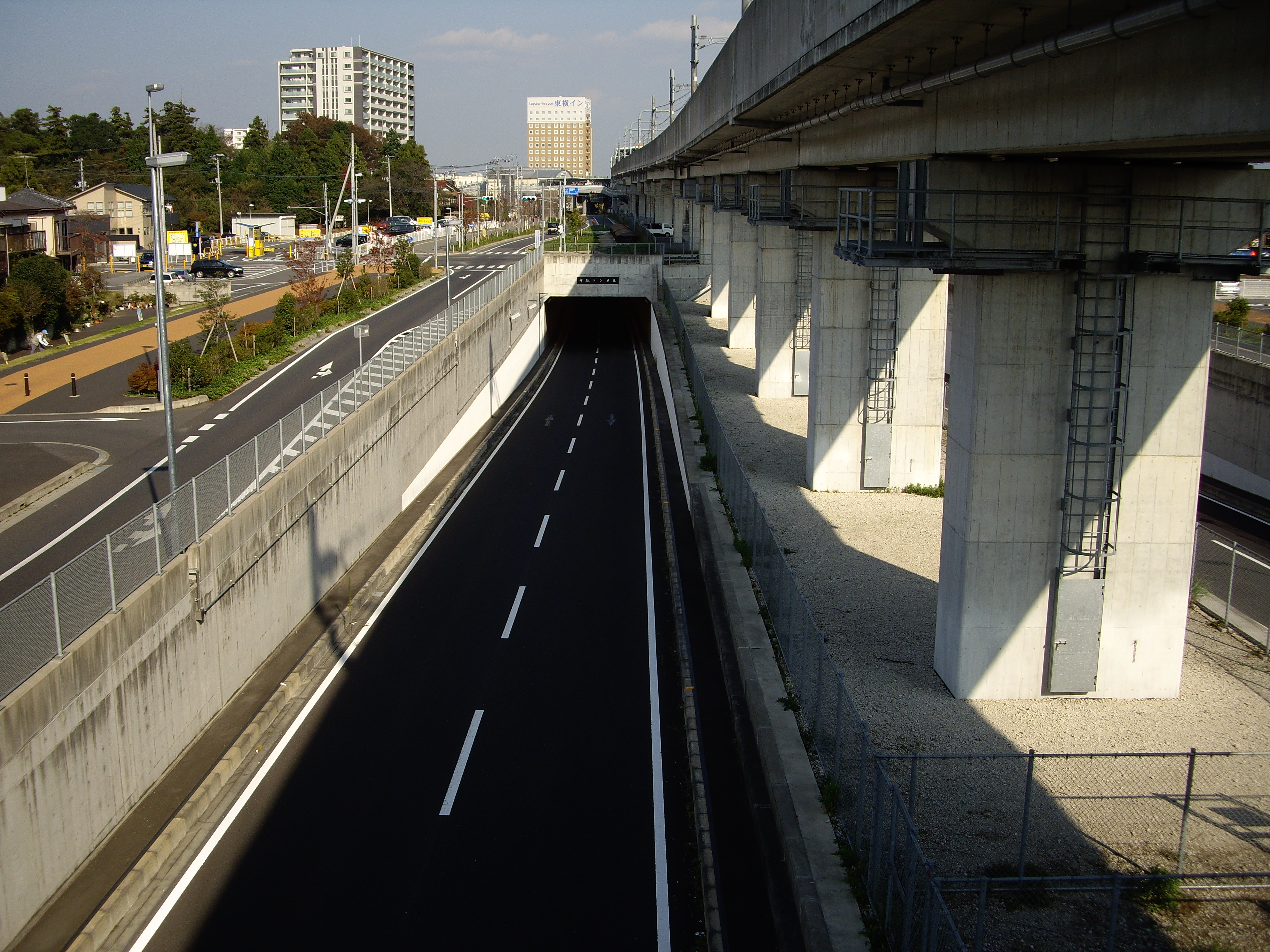
守谷市百合ケ丘二丁目（守谷トンネル下り）

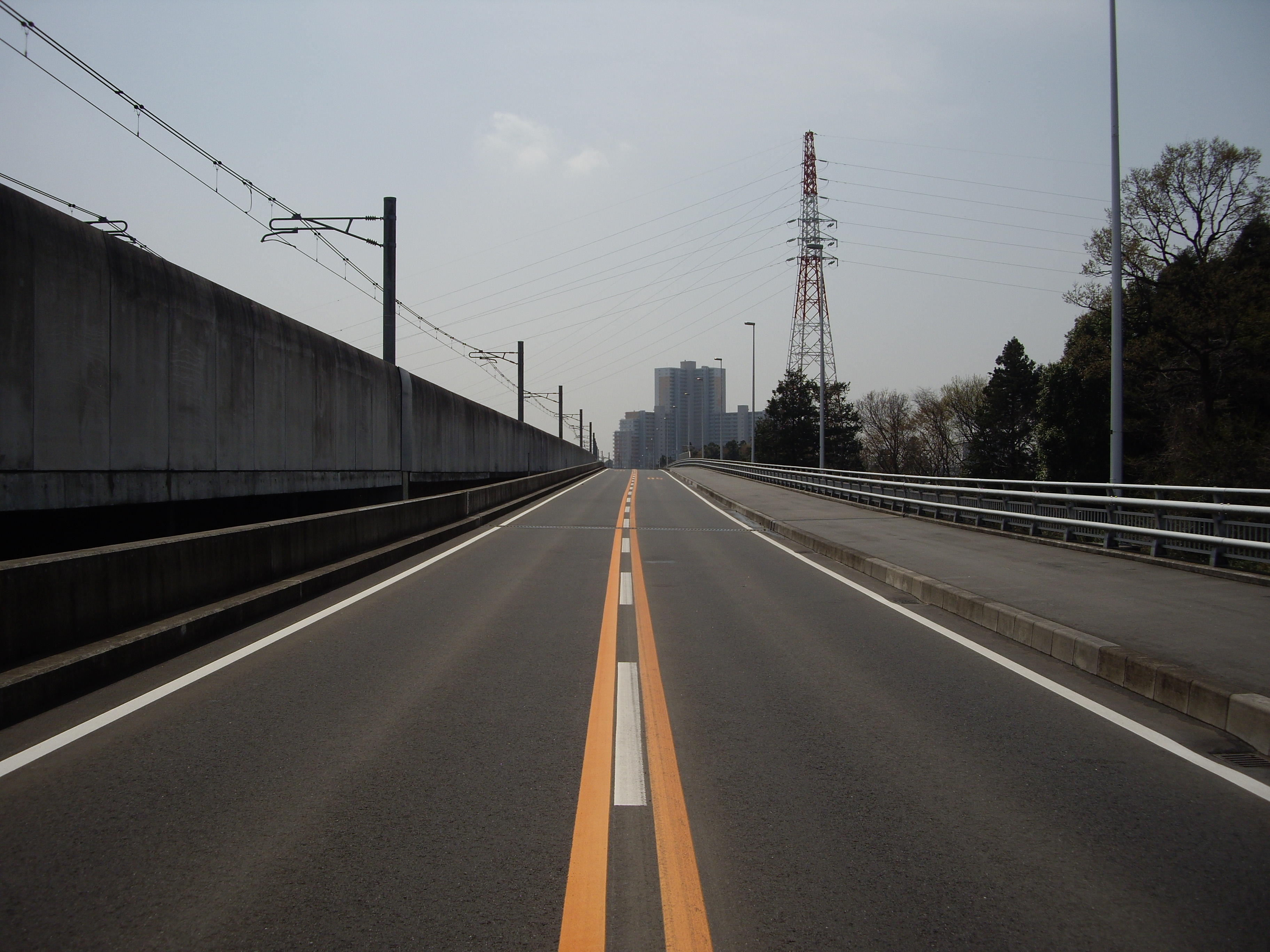
つくばみらい市筒戸・もりやみらい橋（暫定2車線）

都市軸道路（としじくどうろ）は、埼玉県三郷市から千葉県流山市・柏市西部、茨城県守谷市・つくばみらい市を通り、茨城県つくば市に至る、建設中の都市計画道路である。ほぼ全線が首都圏新都市鉄道つくばエクスプレスに沿っている。

## 概要
都市軸道路は、埼玉県三郷市の東京外かく環状道路と茨城県つくば市の国道354号を結ぶ全長約30kmの広域幹線道路であり、首都圏新都市鉄道つくばエクスプレス沿線より、東京都心方面を結ぶ都市計画道路である。ほぼ全線に渡ってつくばエクスプレスに沿ったルートになっており、一部では上りと下りで鉄道高架を挟むように通る。全線が4 - 6車線となる予定で、2021年（令和3年）現在、4車線で開通している区間と暫定2車線の区間がある。
起点の三郷市では国道298号、東京外環自動車道（外環道）と接続しており、首都高速6号三郷線にも近接している。千葉県に入ると台地上に入る為に標高が上がるが、全線で比較的起伏の緩やかな地域となっている。途中では千葉県柏市で国道16号、茨城県守谷市で国道294号、つくば市の終点（真瀬入口交差点）で国道354号と接続し、そのまま直進すると茨城県道45号つくば真岡線バイパスに至る。また、つくば市内のつくばエクスプレス沿いには、都市軸道路とは別に新都市中央通りが整備されている。
- 距離：約30km
- 起点：埼玉県三郷市（国道298号交点）
- 終点：茨城県つくば市（国道354号交点）
- 経過地：千葉県流山市、柏市、茨城県守谷市、つくばみらい市

## 沿革
- 1993年（平成5年）8月：都市計画決定のための素案地元説明会が始まる[1]。
- 1994年（平成6年）
  - 3月：茨城県内において都市計画決定（都市計画道路 守谷伊奈谷和原線）[1]。
  - 8月：測量立ち入りのための説明会が始まる[1]。
- 1995年（平成7年）
  - 4月：国庫補助事業採択[1]。
  - 12月：都市計画事業の認可（守谷市土塔地区 0.8km）[1]。
- 1996年（平成8年）12月：用地買収着手（守谷市赤法花 - つくばみらい市筒戸）[1]。
- 1997年（平成9年）1月：小貝川橋梁下部工着工[1]。
- 1998年（平成10年）5月：（仮）赤法花高架橋下部工着工[1]。
- 1999年（平成11年）12月：利根川橋梁一体型下部工着工[1]。
- 2000年（平成12年）2月：都市計画事業の認可（守谷市土地区画整理事業地内 1.1km）[1]。
- 2001年（平成13年）3月：守谷トンネル着工[1]。
- 2005年（平成17年）8月：つくばエクスプレス（TX）開業にあわせて部分的に開通[1]。 守谷トンネル暫定2車線供用開始[2]。
- 2006年（平成18年）8月：守谷トンネル4車線開通[1][3]。
- 2007年（平成19年）6月：平成18年度全建賞受賞（都市軸道路 街路整備事業）[1]。
- 2010年（平成22年）3月：都市軸道路一部区間開通（守谷市大柏地内（約0.6km）、守谷市松並 - つくばみらい市成瀬（約3.4km））[1]。
- 2011年（平成23年）1月：都市軸道路一部区間開通（守谷市大柏地内（約0.5km））[1]。
- 2013年（平成25年）4月：都市軸道路一部区間開通（つくばみらい市成瀬 - 東楢戸（約2.1km））[1]。
- 2014年（平成26年）4月：柏の葉橋開通（守谷流山線との立体交差）。
- 2017年（平成29年）
  - 1月：都市軸道路一部区間開通（つくばみらい市富士見ヶ丘 - 台（約2.7km））。
  - 10月：都市軸道路一部区間開通（東武線アンダーパス部）。
- 2019年（平成31年）3月：都市軸道路一部区間開通（新市街地地区）。
- 2020年（令和2年）1月 : 三郷流山橋一部着工。
- 2023年（令和5年）11月 : 三郷流山橋開通。
- 2024年（令和6年）
  - 7月10日 - 都市計画道路東楢戸台線（県道東楢戸真瀬線）のうちつくばみらい市台〜つくば市真瀬までの約1.0km区間について開通。[4]これにより、千葉県との県境を除く茨城県内の全区間が開通する。
  - 8月8日 - 守谷市ひがし野一丁目（法花坊交差点） - つくばみらい市青木（青木北交差点）の1.8 kmが4車線化[5]。

## 路線状況

### 埼玉県内

#### 三郷市
埼玉県区間は全区間が三郷市となる。国道298号「三郷IC出口（西）」交差点から東京都道・埼玉県道67号葛飾吉川松伏線のバイパスとして北へ向かい、吉川市との境で東に折れて市境に沿って進む。武蔵野操車場跡地を通過したあとは用水路に沿って進み、大場川を越えてもそのまま直進する。三郷料金所の敷地内で常磐自動車道と交差してからはほぼ真東に進み、江戸川北運動公園の敷地内で江戸川を渡り、千葉県道5号松戸野田線（現道）の「流山署入口」交差点付近に至る。
現時点では「三郷IC出口（西）」交差点から埼玉県道・千葉県道29号草加流山線吉川市境までの区間が県道67号線のバイパスとして開通しているが、都市計画上はこの埼玉県道67号の区間は都市軸道路には含まれない。本来の都市軸道路としての区間に関しては三郷流山橋が2023年11月26日に開通した。

### 千葉県内

#### 流山市
流山市内では都市計画道路 3・2・25 下花輪駒木線として整備が進められている。計画では、三郷市境を流れる江戸川に三郷流山橋が架けられ、「流山署入口」交差点にて千葉県道5号松戸野田線現道（流山街道）と立体交差する。本線は高架のまま既存街路に沿って進んで県道5号松戸野田線バイパス部（都市計画道路三輪野山西平井線）との接続部で地平に降りる計画で、県道5号現道から東側の高架区間および擦り付け区間には側道が整備される。その先は流山警察署前を経由して大畔（旧「ゆにろーず流山店」付近）まで既設の街路を拡張する。そこで進路を東に変えて流山自動車学校の敷地内を通過、おおたかの森浄水場の北側を抜け、流山グリーンテニスクラブの南を通過したあと北東に向かってカーブし、つくばエクスプレスの線路とほぼ平行の向きで流山再資源化促進センター付近を通過する。東武野田線と交差してからは東初石五丁目と十太夫との境にある変形十字路上を通過しつつ緩やかに東へカーブしてつくばエクスプレスに近づき、十太夫92番地先で逆向きにカーブしてつくばエクスプレスの線路に取り付いて、線路脇の道路（現時点で茨城県道・千葉県道47号守谷流山線として供用中の区間の端点）に接続する。ここから柏市境までは線路の北側に沿って進む。
現在は、大畔の現道との分岐点から流山おおたかの森駅北側の東初石5丁目を経て柏市境付近までの区間が暫定2車線又は4車線で供用されている。また、現道未整備・現道拡幅区間ともほぼ全区間で用地の買収と建設工事が進められている。
このうち三郷流山橋（延長450m）と同橋から県道5号松戸野田線バイパス部までの取り付け部（延長830m）については、2014年1月15日の千葉県公共事業評価審議会にて事業着手が妥当と判断された。審議会資料によれば2015年度迄に調査・設計、2017年度迄に用地取得を行い、本工事期間を2015年度 - 2028年度と見込む。
埼玉県道・千葉県道52号越谷流山線バイパスとの位置付けで、この区間の1日当たり計画交通量は33,800台、設計速度は60km/h、標準道路幅員は23.8mで車道往復4車線に加え道路両側に歩道が設けられる。また取り付け部は本線が往復4車線+側道が往復2車線で道路幅員は32.0mを想定している。

#### 柏市
柏市内では「都市計画道路十余二船戸線」に指定されており、柏の葉地域では千葉県道47号守谷流山線、柏たなか地域では千葉県道・茨城県道46号野田牛久線として整備が進められている。2014年（平成26年）4月現在は、十余二地内から柏の葉キャンパス駅付近まで守谷流山線の現道を立体交差する柏の葉橋が完成し、流山市境より国道16号までと柏たなか駅周辺が整備されている。流山市境から十余二地内までは暫定2車線、それ以外の区間は概ね完成4車線で供用されている。計画では、流山市境より柏たなか駅の北まで繋がり、守谷市境では利根川に架橋される予定である。

### 茨城県内

#### 守谷市
守谷市内は「千葉県道・茨城県道46号野田牛久線」として整備されており、都市軸道路沿線では最も整備が進んでいる。2011年（平成23年）1月11日現在は、茨城県道58号取手豊岡線との交点である大柏南交差点からつくばみらい市境（もりやみらい橋上）まで開通している（大柏南交差点から天神北交差点までは暫定2車線）。また、百合ケ丘二丁目交差点から法花坊交差点の間は地下トンネル（守谷トンネル）となっており、国道294号、関東鉄道常総線を立体交差する。計画では、柏市より守谷市にかけて利根川に橋が架けられ、現路線まで繋がる予定である。

#### つくばみらい市
つくばみらい市内では「千葉県道・茨城県道46号野田牛久線」（みらい平地域以西）と「茨城県道355号東楢戸真瀬線」（みらい平地域以北）として整備が進められ、茨城県道133号赤浜谷田部線（国道354号線旧道）以北を除いた区間が供用されている。2022年3月10日現在、みらい平地区内のみが4車線道路として供用されており、他は暫定2車線道路としての供用となっている（このうち暫定2車線の区間は茨城県道ではなくつくばみらい市道として整備）。
計画では、現在の供用区間北端であるつくばみらい市台から国道354号真瀬入口交差点（谷田部バイパス起点）までの約1km（このうち約0.1kmはつくば市部分）が「茨城県道355号東楢戸真瀬線」の一部として開通する予定である。2023年5月現在、真瀬入口交差点から南へ数百mまでの区間では下部工が完了し、残りの区間で地盤改良工事（地形の高低差を解消するための盛り土や切通を含む）が行われている。なお、この関係でつくばみらい市道のうち工事区間にかかる区間が通行止めとなっている。

#### つくば市
上述の通り、「茨城県道355号東楢戸真瀬線」として整備される本路線が2024年7月に開通し、国道354号バイパスに接続した。ただし、2024年7月時点では暫定2車線での開通で、市道として扱われている。本路線から北進方向は谷和原学園通り（県道45号つくば真岡線バイパス、4車線）に直結する。

## 道路施設

### 橋
- 三郷流山橋（江戸川・三郷市 - 流山市）
- 柏の葉橋（県道流山守谷線・柏市）
- 利根川橋梁（仮称・利根川・柏市 - 守谷市・未着手）
  - つくばエクスプレスの利根川橋梁と下部工を共有する設計。
- もりやみらい橋（小貝川・守谷市 - つくばみらい市）
  - つくばエクスプレスの小貝川橋梁と下部工を共有する設計。
- 柳島高架橋（つくばみらい市）
- 中通川橋（中通川・つくばみらい市）
- 谷口川橋（谷口川・つくばみらい市）
- みらい平高架橋（つくばみらい市）

### トンネル
- 守谷トンネル（茨城県守谷市）
  - 守谷市内の国道294号と関東鉄道常総線を地下でバイパスする延長740mの自動車専用トンネル。坑道は上下線2車線ずつにそれぞれ分かれており、内空断面幅9.2m（片側2車線）、高さ5.35m、現場打鉄筋コンクリートボックスカルバート構造。当区間は歩車道分離方式のため、トンネル内に歩道が無い代わりに、地上部に立体歩道施設（ペデストリアンデッキ）がある[2]。

## 地理

### 通過する自治体
- 埼玉県
  - 三郷市
- 千葉県
  - 流山市 - 柏市
- 茨城県
  - 守谷市 - つくばみらい市 - つくば市

### 交差する道路
- 埼玉県
  - 国道298号（三郷市）
  - 東京外環自動車道（外環道・三郷市）
  - 埼玉県道・千葉県道29号草加流山線（三郷市）
  - 埼玉県道156号三郷幸手自転車道線（三郷市）
- 千葉県
  - 千葉県道5号松戸野田線（流山街道・流山市）
  - 千葉県道401号松戸野田関宿自転車道線（流山市）
  - 茨城県道・千葉県道47号守谷流山線（守谷街道・柏市）
    - 柏の葉橋（千葉県柏市）

  - 国道16号（柏市）
- 茨城県
  - 茨城県道58号取手豊岡線（守谷市）
  - 千葉県道・茨城県道46号野田牛久線（守谷市）
  - 常総ふれあい道路（守谷市）
  - 国道294号（守谷市）
  - 都市計画道路郷州沼崎線（守谷市）
  - 茨城県道130号常総取手線（つくばみらい市）
  - 茨城県道・千葉県道3号つくば野田線（つくばみらい市）
  - 国道354号（つくば市）
  - 茨城県道・栃木県道45号つくば真岡線（つくば市）

## 主な他交通機関との接点・近接点
- 首都圏新都市鉄道つくばエクスプレス（流山おおたかの森駅付近〜みらい平駅付近）
- 東武鉄道野田線（流山おおたかの森駅）
- 関東鉄道常総線（守谷駅）